# Bermondsey (stanice metra v Londýně)
Bermondsey je stanice metra v Londýně, otevřená 17. září 1999. Nachází se na lince:
- Jubilee Line - mezi stanicemi London Bridge a Canada Water

| Rok  | Počet cestujících |
| ---- | ----------------- |
| 2011 | 7,38 mil.         |
| 2012 | 8,00 mil.         |
| 2013 | 8,84 mil.         |
| 2014 | 9,38 mil.         |